# Nhĩ Chu Thế Long
Nhĩ Chu Thế Long (chữ Hán: 尒朱世隆, 500 – 532), tên tự là Vinh Tông, người Bắc Tú Dung xuyên , dân tộc Yết đã Tiên Ti hóa, thành viên gia tộc Nhĩ Chu, tướng lãnh, quyền thần nhà Bắc Ngụy trong lịch sử Trung Quốc.

## Cuộc đời và sự nghiệp

### Thân ở Lạc Dương, lòng ở Tấn Dương
Thế Long là em họ của quyền thần Nhĩ Chu Vinh nhà Bắc Ngụy, có anh trai là Nhĩ Chu Ngạn Bá, Nhĩ Chu Trọng Viễn.
Cuối thời Hiếu Minh đế, Thế Long được làm Trực trai, chuyển làm Trực tẩm, sau đó kiêm Trực các, gia Tiền tướng quân . Nhĩ Chu Vinh dâng biểu xin vào triều, Linh thái hậu ghét ông ta, lệnh Thế Long đến Tấn Dương úy dụ Vinh. Vinh nhân đó muốn giữ ông lại, Thế Long nói: “Triều đình ngờ anh, nên lệnh Thế Long đến, nay nếu ở lại, họ sẽ phòng bị, không phải kế hay đâu!” Vinh mới để ông về. Đến khi Vinh cử binh nam tiến nhằm vào Lạc Dương (528), Thế Long bèn bỏ trốn, gặp lại Vinh ở Thượng Đảng.
Đầu niên hiệu Kiến Nghĩa (528), Thế Long được trừ chức Cấp sự Hoàng môn thị lang. Hiếu Trang đế lên ngôi, được đặc trừ chức Thị trung, Lĩnh quân tướng quân, Tả vệ tướng quân, Lĩnh tả hữu, Tứ Châu đại trung chánh, phong Nhạc Bình quận Khai quốc công, thực ấp 1200 hộ. Rồi được trừ chức Xa kỵ tướng quân, kiêm Lĩnh quân, ít lâu sau được thụ Tả quang lộc đại phu, kiêm Thượng thư hữu bộc xạ; sau đó Tức chân .
Tướng nhà Lương là Trần Khánh Chi hộ tống Bắc Hải vương Nguyên Hạo uy hiếp Đại Lương (529), có chiếu lấy Thế Long làm Giả nghi đồng tam tư, Tiền quân đô đốc, trấn thủ Hổ Lao. Trần Khánh Chi đã hạ Huỳnh Dương, bắt Hành đài Dương Dục, Thế Long sợ hãi trốn về, rồi cùng Hiếu Trang đế chạy lên phía bắc. Xa giá đến Hà Nội, Thế Long được làm Giả phiếu kỵ đại tướng quân, Hành đài hữu bộc xạ, Đô đốc Tương Châu chư quân sự, Tương Châu thứ sử, Đương Châu đô đốc. Khi xa giá về cung, được trừ chức Phiếu kỵ đại tướng quân, Thượng thư tả bộc xạ, Nhiếp tuyển, Tả hữu sương xuất nhập. Thế Long xin giải chức Thị trung, có chiếu cho gia chức Tán kỵ thường thị.

### Chủ mưu phế - lập, lộng hành triều chánh
Nhĩ Chu Vinh sắp vào triều (530), có người treo bảng ở cửa nhà của Thế Long, viết rằng: “Thiên tử với bọn Thị trung Dương Khản, Hoàng môn Cao Đạo Mục bày kế, muốn giết Thiên Trụ.” Thế Long bèn gởi thư kể lại cho Vinh hay, khuyên ông ta đừng vào triều. Vinh cậy mình hùng mạnh, không thèm quan tâm, vò nát bức thư, nhổ nước bọt mà nói rằng: “Thế Long không có can đảm, ai dám làm gì ta!?” Thế Long lại khuyên Vinh đi nhanh lên, ông ta nói: “Sao phải gấp gáp?”
Hiếu Trang đế sát hại Nhĩ Chu Vinh trong cung, Thế Long đưa vợ của Vinh đốt cửa Tây Dương, trong đêm bỏ chạy; bọn họ bắc tiến tấn công Hà Kiều, giết Vũ vệ tướng quân Hề Nghị, soái quân quay lại giao chiến với quan quân ở ngoài cửa Đại Hạ. Triều đình kinh sợ, Hiếu Trang đế sai Đoạn Dục ra úy dụ, Thế Long chém ông ta làm gương. Gặp lúc Lý Miêu đốt bỏ Hà Lương (cầu bắc qua Hoàng Hà), Thế Long bèn quay về phương bắc. Kiến Châu thứ sử Lục Hi Chất đóng cửa thành chống lại, Thế Long đánh hạ được, giết hết người trong thành cho hả giận. Khi đến Trường Tử, Thế Long với bọn Độ Luật cùng đưa Trường Quảng vương Nguyên Diệp lên làm chúa, Diệp lấy ông làm Khai phủ nghi đồng tam tư, Thượng thư lệnh, Nhạc Bình quận vương, gia Thái phó, Hành Ti Châu mục, tăng ấp 5000 hộ, đi trước đến kinh sư, hội họp với Nhĩ Chu Triệu ở Hà Dương. Triệu chiếm được kinh ấp, cậy công, trách Thế Long rằng: “Chú có nhiều thời gian ở triều đình, tai mắt rộng khắp, làm sao không biết không nghe, khiến Thiên Trụ gặp vạ!” Triệu vỗ kiếm trợn mắt, quát nạt thậm tệ. Thế Long từ tốn nhận lỗi, hồi lâu mới thôi.
Khi ấy Trọng Viễn cũng từ Hoạt Đài vào kinh, Thế Long họp các anh em ngầm mưu tính, lo mẹ của Nguyên Diệp là Vệ thị can dự triều chánh, dò xét được thời điểm bà ta ra ngoài, sai vài mươi kỵ binh vờ làm giặc cướp, giết chết Vệ thị trong một con ngõ. Quan dân nghe tin Vệ thị bị giết thì kinh ngạc, chưa biết tại sao; sau đó triều đình treo bảng, lấy ngàn tiền tìm giặc, mọi chuyện mới sáng tỏ, chẳng ai không thất vọng. Bọn Thế Long cho rằng Nguyên Diệp là họ hàng xa, bèn phế đi mà ủng lập Quảng Lăng vương Nguyên Cung, tức là Tiết Mẫn đế (hay Tiền Phế đế).
Khi xưa Thế Long mới làm bộc xạ, lo không xong việc, bèn giữ sổ sách của Thượng thư ở nhà để xem xét; ông tính thông minh, hơn 10 ngày là nắm được. Bấy giờ Thế Long sợ oai của Nhĩ Chu Vinh, rất biết cố gắng, vừa dốc lòng làm việc, vừa tiếp đãi khách khứa, nên có tiếng là được việc. Sau khi Vinh chết, không sợ gì nữa, Thế Long thường sai Thượng thư lang Tống Du Đạo, Hình Hân ngay tại nhà mình chia làm 2 tòa đông – tây, xử lý chánh sự, rồi phê chuẩn thi hành thay cho hoàng đế. Thế Long nắm quyền, tùy tiện sanh sát, công khai dâm dật, không thèm úy kỵ; tín nhiệm bọn tiểu nhân, để chúng tham gia chánh sự. Lại muốn lấy lòng tướng sĩ, ban phát chức – hiệu cho đốc tướng, quan lại các nơi, trở thành một tệ nạn, mãi đến thời quyền thần Cao Trừng nhà Đông Ngụy mới dẹp bỏ được. Các thành viên họ Nhĩ Chu đều nắm quân đội, bóc lột quan dân, cực kỳ bạo ngược; thủ hạ của bọn họ phần nhiều là phường gian nịnh, tàn ác, những danh sĩ đương thời không hề được tín nhiệm. Vì thế thiên hạ căm ghét họ Nhĩ Chu.
Thế Long từ chức Thái phó, được đổi thụ Thái bảo, lại cố từ chối. Tiết Mẫn đế đặc biệt đặt chức quan Nghi đồng tam sư, ngôi thứ chỉ dưới Thượng công, lấy Thế Long nhận chức ấy. Cha của Thế Long là Mãi Trân được tặng Sứ trì tiết, Thị trung, Tướng quốc, Lục thượng thư sự, Đô đốc Định, Tương, Thanh, Tề, Tế 5 châu chư quân sự, Đại tư mã, Định Châu thứ sử.

## Cái chết
Khi Cao Hoan khởi binh (531), bọn Trọng Viễn, Độ Luật đều ngu xuẩn cậy mạnh nên không quan tâm, chỉ có Thế Long rất lấy làm lo sợ. Sau khi liên quân họ Nhĩ Chu thất bại ở trận Hàn Lăng, Thế Long xin đại xá thiên hạ, Tiết Mẫn đế không đồng ý. Thế Long lệnh thủ hạ là Ngoại binh tham quân Dương Thúc Uyên cưỡi ngựa đến gấp thành Bắc Trung, tập hợp tàn quân, lần lượt cho họ vào thành. Hộc Tư Xuân cũng về đến đấy, lừa Thúc Uyên rằng: “Bộ hạ của Thiên Quang đều là người phương tây, nghe nói bọn họ muốn cướp bóc kinh ấp, dời đô sang Trường An; nên trước hết hãy cho ta vào, để phòng bị họ.” Thúc Uyên tin lời mà cho Xuân đi qua.
Xuân về đến Hà Kiều thì phát động binh biến, giết sạch đồng đảng của họ Nhĩ Chu; lệnh Hành đài Trưởng Tôn Trĩ đến cửa khuyết tâu lên tình hình; riêng Đô đốc Giả Hiển Trí, Trương Hoan soái kỵ binh tập kích, bắt được Thế Long và anh trai là Ngạn Bá, đều chém đầu. Khi ấy Thế Long hưởng dương 33 tuổi.

## Dật sự
Ngày hối tháng giêng ÂL năm ấy, các quan lệnh, bộc (tức Thế Long và các thuộc cấp) không lên Thượng thư tỉnh, nên cửa tây (của hoàng thành) không mở. Chợt có tên gia nô của Hà Nội thái thú Điền Thiếp báo với đình trưởng giữ cửa tỉnh rằng: “Sáng nay Lệnh vương mượn một cỗ xe bò, cả ngày ở Lạc Tân du ngoạn. Đến chiều, vương về tỉnh, (tôi) đem xe ra cửa Đông Dịch, mới thấy trên xe không còn đệm, xin nói để được rõ.” (Thế Long là Thượng thư lệnh, lại được phong vương, nên gọi như vậy) Đình trưởng cho rằng không có ai vào tỉnh, cũng không có vết bánh xe, mà tên gia nô cứ nói mãi như vậy, bèn làm công văn trình báo. Thượng thư đô lệnh sử Tạ Viễn ngờ rằng tên gia nô nói càn, bẩm với Thế Long, xin tra xét. Đô quan lang Mục Tử Dung thẩm vấn, tên gia nô trình bày chuyến đi rất cụ thể, mô tả hình dáng của Thế Long cũng chuẩn xác. Mục Tử Dung cùng Tạ Viễn đích thân xem xét các dấu vết của chuyến đi, quả đúng như lời tên gia nô. Thế Long biết được, rất lấy làm không vui.
Cũng trong năm này, Thế Long cùng Lại bộ thượng thư Nguyên Thế Tuấn chơi Ác sóc, chợt nghe trên bàn cờ có âm thanh, rồi một con cờ bỗng dưng lật ngược, ông rất khó chịu. Vợ của Thế Long là Hề thị từng mơ thấy có người đem đầu chồng đi mất, ông nói với Hề thị đó là điềm chẳng lành.